# Cataulacus praetextus
Cataulacus praetextus é uma espécie de formiga do gênero Cataulacus, pertencente à subfamília Myrmicinae.